# Дервентски възвишения
Дервентски възвишения (до 29 юни 1942 г. Дервентски височини, до 5 януари 1946 г. Равногорие) са възвишения в Югоизточна България (около 40%), област Ямбол и Европейска Турция (около 60%).
Простират се от запад на изток на около 50 км, а ширината им общо на българска и турска територия е също около 45 – 50 км. Разположени са между Сремския пролом на река Тунджа на запад и долините на реките Поповска (ляв приток на Тунджа) и Ченгерлидере (десен приток на Ергене в Турция) на изток, които ги отделят от планината Странджа, а в района на българското село Странджа (село) се свързват с нея. На север и на юг междудолинните им ридове се простират съответно до Елховското поле и Одринската низина в Турция. По главното било на възвишенията, между гранични пирамиди с №№ от 173 до 279 преминава участък от държавната ни граница с Република Турция.
Билото на възвишенията е плоско и леко нахълмено с надморска височина 300 – 450 м, над което се издигат заоблени върхове, най-висок от които е Гюргенбаир (555,2 м), разположен на българска територия, на около 2 км югозападно от село Крайново. Изградени са предимно от варовици и гранити. Има над 30 големи карстови пещери, по-големи от които са: „Керечницата“ с дължина 225 m и водната пропаст „Дрънчи дупка“ с дълбочина от 25 m край село Мелница. Има непромишлени находища на медни и железни руди. Климатът е преходно средиземноморски. От тях водят началото си реките Поповска, Араплийска (с притока си Боялъшка река) и Правадидере (леви притоци на Тунджа); Сазлъдере (ляв приток на Марица); Татардере, Хавсадере и Ченгерлидере (десни притоци на Ергене). Голяма част от билото и склоновете им са обрасли с широколистни гори и обширни пасища. Районът е местообитание за около 120 вида птици, от които 25 са включени в Червената книга на България. Дервентските възвишения са защитени по Натура 2000.
На българска територия в северните ридове на Дервентските възвишения са разположени 20 села: Воден, Вълча поляна, Голям Дервент, Гранитово, Златиница, Иглика, Крайново, Лалково, Лесово, Малко Кирилово, Малко Шарково, Маломирово, Мамарчево, Мелница, Раздел, Ситово, Славейково, Срем, Чернозем и Шарково.
На турска територия в южните ридове на възвишенията са разположени 1 град Лалапаша и 20 села: Бююкконлю, Вайсал, Девлетлиагач, Демиркьой, Домбей, Донльой, Калкансьогют, Караамза, Омероба, Саксаган, Татарлар, Ташлъмюселлим, Туглалък, Узунбаир, Хаджъданишмент, Ханлъиндже, Хамзабейли, Чатмакьой, Чомлеккьой и Юнташ.
През възвишенията на българска територия преминават участъци от 2 пътя от Държавната пътна мрежа:
- В западната им част, от север на юг, на протежение от 20,3 км – последният участък от първокласен път № 7 Силистра – Шумен – Ямбол – ГКПП „Лесово“;
- В северната им хълмиста част, от запад на изток, от село Добрич до град Болярово, на протежение от 13,6 км – участък от второкласен път № 79 Елхово – Средец – Бургас.[3]

## Топографска карта
- Лист от карта K-35-66. Мащаб: 1 : 100 000.
- Лист от карта K-35-78. Мащаб: 1 : 100 000.